# ヒンドゥタイムズ (競走馬)
ヒンドゥタイムズ（欧字名:Hindu Times、2016年4月4日 - ）は、日本の競走馬。 2023年の小倉大賞典の勝ち馬である。
馬名の意味は、曲名より。母名より連想。

## 戦績
2018年12月2日、阪神競馬場第5レースの2歳新馬戦（芝2000m）でデビューし勝利。なお、このレースの5着には後に黒船賞など重賞5勝を挙げるラプタスが入っている。
3歳シーズンは重賞初挑戦となる1月の京成杯より始動し、中団から良く伸びてラストドラフトの3着に好走。その後はクラシックには出走せず、条件クラスでレースを重ねた。
4歳5月、3勝クラスの下鴨ステークスを勝利し、晴れてオープン入り。久々の重賞出走となった7月の七夕賞は4着、年末のチャレンジカップは3着と、好走はするものの勝ちきることはできなかった。
5歳シーズンは初戦の大阪城ステークスを勝利し、5勝目をマーク。6月の鳴尾記念は2番人気に支持されたが、終始後方に沈み11着惨敗。年末の中日新聞杯も7着に終わった。
6歳シーズンは1月の中山金杯より始動する予定だったが、馬房内で暴れて捻挫し回避。その後、陣営は気性改善を見込んで去勢を決断。休養明け初戦となった8月の小倉記念は優勝したマリアエレーナには5馬身差をつけられたものの、後方から鋭く脚を伸ばして10番人気の低評価を覆す2着に力走した。10月の京都大賞典は4着、年末のチャレンジカップは6着に敗れる。
7歳シーズンは2月の小倉大賞典より始動。道中は中団の内を追走し、57.5キロの重ハンデをものともせず直線で馬場の真ん中を伸びて先頭へ。最後は内から伸びてきたカテドラルとのトップハンデ2頭による激しい叩き合いをハナ差で制し、挑戦9度目での念願の重賞初優勝を飾った。そして、GI初挑戦となった大阪杯では中団追走も直線で失速し16着と殿負けに終わる。この後、鳴尾記念と七夕賞では共に7着に敗れ、10月の京都大賞典では中団後方から脚を伸ばすもプラダリアの4着となった。
8歳シーズンは1月の日経新春杯から始動したが終始後方追走のまま見せ場なく12着と大敗。4月28日の天皇賞（春）に出走予定だったがレース2日前に左前肢ハ行のため出走取消となる。その後の精密検査の結果、浅屈腱支持靭帯炎が判明したため5月2日に所有するシルクレーシングにより現役を引退することが発表され、翌5月3日付で競走馬登録を抹消された。引退後は北海道苫小牧市のノーザンホースパークで乗馬となる。

## 競走成績
以下の内容は、netkeiba.comの情報に基づく。
| 競走日     | 競馬場 | 競走名        | 格   | 距離（馬場）  | 頭 数 | 枠 番 | 馬 番 | オッズ （人気） | 着順 | タイム （上がり3F） | 着差 | 騎手            | 斤量 [kg] | 1着馬（2着馬）         | 馬体重 [kg] |
| ---------- | ------ | ------------- | ---- | ------------- | ----- | ----- | ----- | --------------- | ---- | ------------------- | ---- | --------------- | --------- | ---------------------- | ----------- |
| 2018.12.02 | 阪神   | 2歳新馬       |      | 芝2000m（良） | 8     | 4     | 4     | 004.60（3人）   | 01着 | R2:02.7（34.6）     | -0.6 | 0中谷雄太       | 55        | （ピンクキャンディー） | 454         |
| 2019.01.14 | 中山   | 京成杯        | GIII | 芝2000m（良） | 12    | 2     | 2     | 023.60（7人）   | 03着 | R2:01.4（35.2）     | -0.2 | 0中谷雄太       | 56        | ラストドラフト         | 454         |
| 0000.05.11 | 京都   | 3歳500万下    |      | 芝2000m（良） | 8     | 1     | 1     | 002.50（2人）   | 03着 | R2:00.2（34.1）     | -0.2 | 0中谷雄太       | 56        | ヒルノダカール         | 456         |
| 0000.07.14 | 中京   | タイランドC   | 1勝  | 芝2000m（重） | 11    | 3     | 3     | 001.60（1人）   | 01着 | R2:03.2（34.9）     | -0.1 | 0川田将雅       | 54        | （シャフトオブライト） | 460         |
| 0000.08.31 | 小倉   | 玄海特別      | 2勝  | 芝2000m（良） | 13    | 6     | 9     | 001.50（1人）   | 02着 | R1:58.8（35.6）     | -0.0 | 0川田将雅       | 54        | レオコックブルー       | 452         |
| 0000.10.27 | 東京   | 精進湖特別    | 2勝  | 芝2000m（良） | 8     | 3     | 3     | 003.40（3人）   | 04着 | R2:02.1（32.9）     | -0.1 | 0川田将雅       | 55        | アトミックフォース     | 456         |
| 0000.12.28 | 阪神   | フォーチュンC | 2勝  | 芝2000m（良） | 16    | 5     | 10    | 002.30（1人）   | 01着 | R2:01.0（34.4）     | -0.2 | 0川田将雅       | 56        | （プライドランド）     | 464         |
| 2020.03.07 | 阪神   | 但馬S         | 3勝  | 芝2000m（良） | 11    | 5     | 5     | 002.60（1人）   | 02着 | R2:00.1（33.6）     | -0.0 | 0福永祐一       | 57        | ブラヴァス             | 468         |
| 0000.05.02 | 京都   | 下鴨S         | 3勝  | 芝2000m（良） | 13    | 8     | 12    | 002.70（1人）   | 01着 | R2:00.0（33.2）     | -0.2 | 0北村友一       | 57        | （サンレイポケット）   | 464         |
| 0000.07.12 | 福島   | 七夕賞        | GIII | 芝2000m（重） | 16    | 6     | 11    | 005.80（2人）   | 04着 | R2:03.1（36.7）     | -0.6 | 0北村友一       | 55        | クレッシェンドラヴ     | 468         |
| 0000.09.19 | 中京   | ケフェウスS   | OP   | 芝2000m（良） | 16    | 3     | 6     | 002.90（1人）   | 04着 | R1:59.2（36.2）     | -0.5 | 0北村友一       | 55        | トリコロールブルー     | 464         |
| 0000.12.05 | 阪神   | チャレンジC   | GIII | 芝2000m（良） | 11    | 1     | 1     | 006.60（3人）   | 03着 | R2:00.2（34.4）     | -0.3 | 0武豊           | 56        | レイパパレ             | 470         |
| 2021.03.07 | 阪神   | 大阪城S       | L    | 芝1800m（良） | 16    | 4     | 8     | 002.70（1人）   | 01着 | R1:46.1（33.6）     | -0.1 | 0福永祐一       | 56        | （アーデントリー）     | 478         |
| 0000.06.05 | 中京   | 鳴尾記念      | GIII | 芝2000m（良） | 13    | 6     | 9     | 004.60（2人）   | 11着 | R2:02.0（34.5）     | -1.3 | 0福永祐一       | 56        | ユニコーンライオン     | 474         |
| 0000.12.11 | 中京   | 中日新聞杯    | GIII | 芝2000m（良） | 18    | 4     | 8     | 022.0（11人）   | 07着 | R2:00.3（34.7）     | -0.5 | 0M.デムーロ     | 56.5      | ショウナンバルディ     | 476         |
| 2022.08.14 | 小倉   | 小倉記念      | GIII | 芝2000m（良） | 16    | 6     | 12    | 032.0（10人）   | 02着 | R1:58.2（35.0）     | -0.8 | 0C.ホー         | 56.5      | マリアエレーナ         | 462         |
| 0000.10.10 | 阪神   | 京都大賞典    | GII  | 芝2400m（稍） | 14    | 3     | 4     | 010.90（5人）   | 04着 | R2:25.0（34.3）     | -0.7 | 0団野大成       | 56        | ヴェラアズール         | 470         |
| 0000.12.03 | 阪神   | チャレンジC   | GIII | 芝2000m（良） | 14    | 7     | 12    | 008.60（2人）   | 06着 | R1:58.0（34.5）     | -0.5 | 0武豊           | 56        | ソーヴァリアント       | 472         |
| 2023.02.19 | 小倉   | 小倉大賞典    | GIII | 芝1800m（重） | 16    | 3     | 6     | 004.90（2人）   | 01着 | R1:49.7（35.7）     | -0.0 | 0B.ムルザバエフ | 57.5      | （カテドラル）         | 468         |
| 0000.04.02 | 阪神   | 大阪杯        | GI   | 芝2000m（良） | 16    | 8     | 15    | 150.9（13人）   | 16着 | R1:59.5（36.6）     | -2.1 | 0池添謙一       | 58        | ジャックドール         | 466         |
| 0000.06.03 | 阪神   | 鳴尾記念      | GIII | 芝2000m（良） | 15    | 6     | 11    | 043.20（7人）   | 07着 | R1:59.4（35.0）     | -0.3 | 0武豊           | 57        | ボッケリーニ           | 470         |
| 0000.07.09 | 福島   | 七夕賞        | GIII | 芝2000m（良） | 16    | 7     | 13    | 016.60（8人）   | 07着 | R2:00.5（34.9）     | -0.7 | 0団野大成       | 58.5      | セイウンハーデス       | 456         |
| 0000.10.09 | 京都   | 京都大賞典    | GII  | 芝2400m（重） | 14    | 5     | 8     | 051.70（9人）   | 04着 | R2:25.5（35.3）     | -0.2 | 0団野大成       | 57        | プラダリア             | 472         |
| 2024.01.14 | 京都   | 日経新春杯    | GII  | 芝2400m（良） | 14    | 7     | 11    | 029.20（9人）   | 12着 | R2:25.4（37.3）     | -1.7 | 0A.ルメートル   | 58        | ブローザホーン         | 472         |
| 0000.04.28 | 京都   | 天皇賞（春）  | GI   | 芝3200m（良） | 17    | 1     | 2     |                 | 取消 | R                   |      | 0団野大成       | 58        | テーオーロイヤル       | 計不        |

## 血統表
| ヒンドゥタイムズの血統                          | ヒンドゥタイムズの血統                          | ヒンドゥタイムズの血統              | （血統表の出典）                    | （血統表の出典） |
| 父系                                            | デインヒル系                                    | デインヒル系                        | デインヒル系                        |                  |
| 父 *ハービンジャー Harbinger 2006 鹿毛 イギリス | 父の父Dansili 1996 黒鹿毛 アメリカ              | *デインヒル                         | Danzig                              | Danzig           |
| 父 *ハービンジャー Harbinger 2006 鹿毛 イギリス | 父の父Dansili 1996 黒鹿毛 アメリカ              | *デインヒル                         | Razyana                             |                  |
| 父 *ハービンジャー Harbinger 2006 鹿毛 イギリス | 父の父Dansili 1996 黒鹿毛 アメリカ              | Hasili                              | Kahyasi                             | Kahyasi          |
| 父 *ハービンジャー Harbinger 2006 鹿毛 イギリス | 父の父Dansili 1996 黒鹿毛 アメリカ              | Hasili                              | Kerali                              |                  |
| 父 *ハービンジャー Harbinger 2006 鹿毛 イギリス | 父の母Penang Pearl 1996 鹿毛 フランス           | Bering                              | Arctic Tern                         | Arctic Tern      |
| 父 *ハービンジャー Harbinger 2006 鹿毛 イギリス | 父の母Penang Pearl 1996 鹿毛 フランス           | Bering                              | Beaune                              |                  |
| 父 *ハービンジャー Harbinger 2006 鹿毛 イギリス | 父の母Penang Pearl 1996 鹿毛 フランス           | Guapa                               | Shareef Dancer                      | Shareef Dancer   |
| 父 *ハービンジャー Harbinger 2006 鹿毛 イギリス | 父の母Penang Pearl 1996 鹿毛 フランス           | Guapa                               | Sauceboat                           |                  |
| 母 マハーバーラタ 2008 鹿毛 北海道安平町        | 母の父ディープインパクト 2002 鹿毛 北海道早来町 | *サンデーサイレンス                 | Halo                                | Halo             |
| 母 マハーバーラタ 2008 鹿毛 北海道安平町        | 母の父ディープインパクト 2002 鹿毛 北海道早来町 | *サンデーサイレンス                 | Wishing Well                        |                  |
| 母 マハーバーラタ 2008 鹿毛 北海道安平町        | 母の父ディープインパクト 2002 鹿毛 北海道早来町 | *ウインドインハーヘア               | Alzao                               | Alzao            |
| 母 マハーバーラタ 2008 鹿毛 北海道安平町        | 母の父ディープインパクト 2002 鹿毛 北海道早来町 | *ウインドインハーヘア               | Burghclere                          |                  |
| 母 マハーバーラタ 2008 鹿毛 北海道安平町        | 母の母*マハーブ Mahab 1995 黒鹿毛 アメリカ      | Nureyev                             | Northern Dancer                     | Northern Dancer  |
| 母 マハーバーラタ 2008 鹿毛 北海道安平町        | 母の母*マハーブ Mahab 1995 黒鹿毛 アメリカ      | Nureyev                             | Special                             |                  |
| 母 マハーバーラタ 2008 鹿毛 北海道安平町        | 母の母*マハーブ Mahab 1995 黒鹿毛 アメリカ      | Personal Business                   | Private Account                     | Private Account  |
| 母 マハーバーラタ 2008 鹿毛 北海道安平町        | 母の母*マハーブ Mahab 1995 黒鹿毛 アメリカ      | Personal Business                   | Heavenly Match                      |                  |
| 母系(F-No.)                                     | (FN:2-s)                                        | (FN:2-s)                            | (FN:2-s)                            |                  |
| 5代内の近親交配                                 | Northern Dancer：5×5×4 Lyphard：5×5             | Northern Dancer：5×5×4 Lyphard：5×5 | Northern Dancer：5×5×4 Lyphard：5×5 |                  |
| 出典                                            | 1.                                              | 1.                                  | 1.                                  | 1.               |

- 3代母Personal Businessは米GIパーソナルエンスンS勝ち馬。
- 5代母The Brideは1973年にアメリカクラシック三冠を達成したSecretariatの全姉。またその子孫にはニシノフラワー、ニシノデイジー、チャームアスリープ、ネロなどの活躍馬がいる。